# 해방산체육단
해방산체육단은 조선민주주의인민공화국 1부 리그에 가입되어 있는 축구 클럽이다.